# サンデーおすぎ
サンデーおすぎ（Sunday Osugi）は、2008年10月5日から2020年3月29日までKBCラジオで11年6か月間放送されていた日曜午後の生ワイド番組である。

## 出演者
- おすぎ
- 石井裕二（2016年10月2日 - 2020年3月29日）
- 山田としあき（2019年10月 - 2020年3月29日）

過去
- 栗田善太郎（2008年10月5日 - 2016年9月25日）
- 以前は、月に1回だけ、ピーコも出演していた。

## 放送時間
- 毎週日曜 12:00 - 17:00

ただし、15:00 - 16:00（15:00 - 15:55：GOGO競馬サンデー!（2018年まで）、15:55 - 16:00：KBC朝日新聞ニュース・天気予報）は中断する。またプロ野球中継や福岡国際マラソン実況中継（毎年12月第1日曜日）、ならびに特別番組による中断や短縮放送がある（フロート番組の項を参照）。福岡マラソン中継時（毎年11月第2日曜日）は放送が休止される。
当初は12:00 - 17:55→2011年10月 - 2012年3月は『杏のAnytime Andante』（ニッポン放送）のネット開始に伴い、12:00 - 17:15であった。2012年4月 - 2015年9月27日は12:00 - 17:25の放送。2016年4月3日-2016年9月25日は12:00-17:30に放送された。2015年10月4日 - 2016年3月27日は『小堺一機と渡辺美里のスーパーオフショット』（ニッポン放送）のネットに伴い、また2016年10月2日以後は『奥田智子・サトコノヘヤ』（自社制作・録音番組）編成のため17:00までの放送。ただし17時以後も、デーゲームの試合の進捗状況によっては『サトコノヘヤ』を休止して、臨時に17:30まで放送する場合もある。
2019年3月10日から6月2日までラジオドラマ「博多っ子純情」の総集編を放送するため開始時刻を12:30に変更した。

## コーナー
以下は「KBCダイナミックホークス実況中継」のコーナーが行われない場合のパターンである。「ダイナミックホークス」のコーナーがある日、また「ホークスナイタースペシャル」であっても薄暮開催である日は一部のコーナーが割愛される。
- 12時台
  - Weekly News
この1週間で起こったニュースや芸能情報などを切り込んでいくコーナー。
- 13時台
  - おすぎのちょっと貸しなさいよ!
TSUTAYA天神駅前福岡ビル店の映画DVDレンタルランキングの紹介と、おすぎがおすすめの映画ソフトを紹介する。2015年9月までは17時台の放送。
  - もう…どうにも止まらない!
来福タレントをゲストとして招いたり、電話をつないでトークをしたりするコーナー。
  - 週刊SPORTS!
最近のスポーツ情報をおすぎの視点で切り込むコーナー。
- 14時台
  - おすぎのシネマトグラフ
おすぎが映画の名作を上映された当時の時代背景なども織り交ぜて紹介するコーナー。その時に紹介した映画のDVDをリスナーにプレゼントする。
  - O-Cha-Uke
おすぎ自身やリスナーから寄せられた、お気に入りのスイーツを紹介するコーナー。
- 15時台
  - 激辛試写室へようこそ!
おすぎが公開中または公開直前の最新映画を解説する。
元は16時台のコーナーであったが、2018年までこの時間に放送されていた「GOGO競馬サンデー!」が終了したため、この時間に移動することになった。
- 16時台
  - SANOSU JUKE BOX
毎週テーマに沿って選曲した音楽をお送りする。
- おすぎ・祐二の天気予報
- KBC朝日新聞ニュース（12:50頃・13:50頃・14:50頃・15:55頃・16:50頃）
- KBC天気予報（12:53頃・13:53頃・14:53頃・15:57頃・16:53頃）
- KBC交通情報（12:30頃・13:30頃・14:30頃・16:30頃）
- ひまわり号リポート
- お小遣いあげるワヨ!DX
2016年9月まで行っていた「お小遣いあげるワヨ!」のリニューアル版。
ガブリナと同様に番組内のどこか[1]で抽選で1名に逆電を行い番組内で発表されるキーワードが言えたら1万円がもらえるコーナー。
キーワードは番組内で3回[2]発表される。
なお、キーワードを言い間違えたり、電話に出なかったり、電話につながらなかった場合は1万円は次週に繰り越しとなる。お小遣いあげるワヨ!時代と同様にキーワードは季節や一週間で話題になった出来事などに応じて決める。
例:2017年5月14日は母の日にちなんで母の日を英語読みにした「マザーズデイ」だった。

### フロート（内包）番組
以下は内包番組の扱いで、この放送をしている時間帯はおすぎらは出演しない。なおKBCラジオの番組表では、これらフロートの番組と「サンデーおすぎ」本編は別番組扱いで掲載しているが、当番組のサイトではこれらも1つのコーナーとして扱っている。
- GOGO競馬サンデー!（2018年12月23日まで。原則として15:00 - 16:00）
原則MBSラジオ製作のものを同時に中継したが、小倉競馬場での裏開催がある場合に限り「GOGO競馬サンデー!ダイナミックジョッキー」（自社製作）を放送した。ただ、後述のホークス戦デーゲーム中継コーナーの関係で、一部の日で全編放送でなかったり割愛される場合もある（小倉が西日本メインとなる7月 - 9月の開催についてはKBCが制作協力の上でMBSが主管制作する物をネットした）。
2019年1月より福岡県の競馬中継ネット局がRKBラジオに移行するため（プロ野球シーズン中の4月から9月はラブエフエム国際放送で放送）[3]、本番組への内包が解消される。
- プロ野球・KBCダイナミックホークス実況中継（原則試合開始5分前 - 試合終了）
  - 主に春季・秋季を中心にした福岡ソフトバンクホークスのデーゲームの実況。週末ワイド番組に内包される同様事例はABCラジオ「南山千恵美のMusic Smile」内の「ABCフレッシュアップベースボール」および2007年 - 2009年のSTVラジオ「サンデーミュージックファイター」内の「STVファイターズスタジアム」、2017年からの土曜・日曜デーゲーム開催時の『GO!GO!サタデー』・『喜瀬ひろしの楽楽日ようび』内での『STVファイターズライブ』[4]もある他、歴代の土曜・日曜のKBCラジオの昼ワイドでも同様に「ダイナミックホークス」をコーナーとして挿入している（土曜は2011年以後はワイド番組が15:00を区切りに2番組に分かれており、実質独立番組となっていたが、2016年から再び「徳永玲子の午後はニコニコ」<デーゲーム>、または「スマハラ サバドゥ」<ナイター>への内包コーナーに戻している）。
  - GOGO競馬サンデー!の時間帯はスポンサーの関係で、野球開催中であっても一旦中継を中断して競馬を優先する（以前は15時台全部を競馬中継に充てていたが、2011年頃からホームゲームのインターネット配信が中止となったため、「ダイナミックホークス」のコーナーがある場合の競馬放送はG1レース開催時のみ15時台全編放送とし、G1開催のない場合は土曜同様にメインレース実況のネット受け（最大3レース）のみとなった。これは夏季の西日本メイン場となる小倉開催の時であっても例外なしである）。ただし2017年は、交流戦期間中は全試合完全生中継としたため競馬放送を行わなかったうえ、交流戦終了後もG1レースが行われない場合（小倉開催中も同様）には野球中継を優先して競馬放送を行わないケースが見られ、G1レース開催日も該当レース実況のネット受けのみとなるケースもある（ただし試合が早く終了するか雨天中止の場合は競馬を放送）。
  - なお日曜のナイター放送はソフトバンクが関与した試合のみとなるため、「KBCホークスナイター」日曜日提供の協賛スポンサーが付く。このため試合が中止、または早く終了した場合、試合開始予定時刻から数えて3時間までは「ダイナミックホークス」扱いでスタジオからの「サンデーおすぎ」の放送となる。オールスターゲームの予備日の場合も同様の措置となる。
  - 「KBCホークスナイタースペシャル」として日曜ナイター・または薄暮デーゲームがある場合、スポンサード番組の編成都合上、当番組が短縮となることもある（2011年5月22日 - 17:00まで、2012年5月27日 = 16:25まで、2015年10月25日 - 16:00（「GOGO競馬サンデー!」放送により実質15:00）まで）。ほとんどの場合、短縮された分は『fumikaのnanika〜マジックボイス〜』（KBCラジオ制作、通常は日曜 18:00 - 18:30）、『しあわせ演歌・石原詢子です』（ラジオ大阪制作、通常は日曜 20:30 - 21:00）、また左記に加え15時以後の薄暮デーゲームとなる場合には『戸田恵子 オトナクオリティ』（ニッポン放送製作　通常は日曜17:30-18:00）が繰り上がって放送される。
  - 在阪球団主催の場合、2010年以降の本番組では、ABCラジオの制作か、MBSラジオの制作かがその時々により異なるが（もう一方はRKBラジオ向けを制作）、本番組がABC制作の場合はMBSがRKB向けを制作するため、15時台は前項の『GOGO競馬サンデー』とでMBS制作番組の競合が発生する。

## その他
- 2013年10月6日には嘉麻市提供による同市紹介番組「おすぎとらぶ子のカマってちょうだいパート2」（これもおすぎと原田らぶこ＜KBC専属フリーアナ＞がDJを務め、大丸福岡天神店特設スタジオで行われた公開生放送）を行うため、「サンデーおすぎ」としては15時の競馬中継コーナー（スタジオパートは16時）からのスタートとなった
- 2016年3月6日は13:00 - 14:00に『松山千春デビュー40周年記念特別番組「ひとりうたから真っ直ぐに」』（STVラジオ制作。STVラジオでは2016年2月6日に放送）を内包。おすぎは松山のデビュー当時から交流があり、この日の「お小遣いあげるワヨ!」の合言葉が「千春」となった。
- 当番組は月一回放送される中島みゆきのオールナイトニッポン月イチを除き、KBCラジオにおける一週間最後の生放送番組である。
- 2020年3月29日をもって終了した。最後の2回は放送時間を30分拡大する。

## 終了したコーナー
- 細川茂樹の株式講座〜スタイリッシュ証券投資講座〜（開始 - 2009年3月）
- おすぎのわらしべ長者（開始 - 2009年9月）
- おすぎ 秘伝の技!
おすぎが作る手料理のレシピを紹介するコーナー。
- お小遣いあげるワヨ!
14時と16時の時報後、このコーナーに応募したリスナーと電話をつなぎ、番組冒頭でおすぎが発表したキーワードを言えば、リスナーに現金5000円が貰えるコーナー。ただし、キーワードを言い間違えたり、5回コールしてもリスナーが電話に出なかった場合は賞金は持ち越される（ただし、野球中継が実施される場合は、試合の展開によって1回だけとなる日もある）。2016年9月をもって「お小遣いあげるワヨ!DX」にリニューアルする形で終了。
聴取率調査週間の時は、賞金が倍の1万円になり、コーナーの回数が増えることがある。キーワードはその季節や祝日や行事によって決められる。キーワードは番組冒頭など番組中で発表されるほか、公式サイトでも発表される。
例：2012年1月8日の放送分は成人の日にちなんで「こどもじゃないわよ!」だった。
  - ドライブ・イン・シアター
おすぎと栗田が週替りで思い出話を語りつつ、60 - 70年代の洋楽や邦楽を流すコーナー。